# Gherardo Hercolani Fava Simonetti
Fra' Gherardo Hercolani Fava Simonetti (Bologna, 20 agosto 1941) è un nobile e religioso italiano.

## Biografia
Gherardo Hercolani Fava Simonetti è nato a Bologna il 20 agosto 1941 ed è figlio di don Filippo Rinaldo Hercolani Fava Simonetti e di sua moglie, donna Francesca Cangini. È il nipote del conte Antonio Hercolani Fava Simonetti, luogotenente generale del Sovrano Militare Ordine di Malta dal 1951 al 1955. Suo nonno sposò donna Marianna Fava Ghisilieri Simonetti, discendente dei Simonetti di Ancona (principi di Musone).
Nel 1963 è entrato a far parte del Sovrano Militare Ordine di Malta. Nel 1977 ha emesso i voti solenni divenendo così cavaliere professo. Nel 1986 è stato promosso a balì gran croce. Dal 1984 al 1994 è stato gran priore di Lombardia e Venezia. È stato anche membro del Sovrano Consiglio dal 1978 al 1983 e dal 2006 al 2011 e presidente del Pellegrinaggio dell'Ordine dal 2007 al 2009.
Il 12 febbraio 2009 il Sovrano Consiglio lo ha nominato Gran Commendatore fino al successivo Capitolo Generale. È succeduto a fra' Giacomo Dalla Torre del Tempio di Sanguinetto precedentemente eletto gran priore di Roma. L'8 giugno 2009 il Capitolo Generale lo ha eletto nel medesimo ufficio per un quinquennio. In seguito ha presentato le sue dimissioni per motivi di salute e nella seduta del 6-7 dicembre 2011 il Sovrano Consiglio ha chiamato a succedergli fino al successivo Capitolo Generale fra Carlo d'Ippolito di Sant'Ippolito.